# Dialecte laki
El laki (لأکی; Lekî) és considerat un dialecte del kurd meridional. Manté una semblança lèxica amb el khurramabad del 78%, amb el persa iranià del 70%, i amb luri del 69%.
El laki actualment es parla a les zones al sud de Hamadan, incloent-hi les ciutats de Nihawand, Tuisirkân, Nurabad, Ilam, Gilan i Pahla (Pehle), així com a les zones rurals dels districtes de Horru, Selasela, Silâkhur i el nord d'Alishtar, a l'oest de l'Iran. També hi ha importants colònies laki des de Khorasan fins al mar Mediterrani. Es troben bosses de parlants laki a l'Azerbaidjan, a les muntanyes d'Elburz, a la regió costanera del Caspi, a l'enclavament Khurasani (fins al sud de Birjand), a la terra muntanyosa entre Qom i Kaixan, i a la regió entre Adıyaman i el riu Ceyhan, i a l'extrem occidental del Kurdistan a Anatòlia. També hi ha moltes tribus kurdes anomenades lak que parlen altres dialectes kurds (o altres idiomes diferents) i es troben d'Adana a Anatòlia central (Turquia), a Daghistan al Caucas rus, i d'Ahar als suburbis de Teheran (Iran).
La sintaxi i el vocabulari del laki han estat profundament alterats pel luri, en si una branca del nou persa. Els sistemes bàsics de gramàtica i els verbs del laki són, com en tots els altres dialectes kurds, clarament de l'irànic nord-occidental. Aquesta relació es confirma pels romanents en el laki de l'estructura gramatical kurda, la construcció ergativa. Per tant, el laki és fonamentalment diferent del luri, i similar al kurd.

## Laki i persa antic
| Persa antic | Laki                | Persa   | Català           |
| ----------- | ------------------- | ------- | ---------------- |
| dā          | mare                | dā      | mādar            |
| ima         | nosaltres           | ima     | mā               |
| awa         | això                | aœa     | ān               |
| baw         | pare                | bawa    | pedar            |
| hyat        | quan                | hanî    | zamni ke         |
| hvar        | sol                 | hœar    | xorshid          |
| aδa         | en aquell moment    | asa     | ān zaman         |
| tauhmā      | llavor              | tûîm    | toxm             |
| brātā       | germà               | berā    | barādar          |
| ah          | és                  | hā      | hast,budan       |
| Jani        | dona                | žan     | zan              |
| Xvasura     | família del cònjuge | hasûira | xānevadeh hamsar |
| Asrav       | llàgrimes           | asr     | ashk             |
| Varaza      | senglar             | verāz   | gorāz            |
| zān         | conèixer            | zān     | dān              |
| zamā        | nuvi                | zœmā    | dāmād            |
| varkā       | xai                 | vark    | bare             |
| māung       | mes                 | māŋ     | māh              |
| āsen        | ferro               | āsen    | āhan             |
| berz        | alçada              | barz    | boland           |
| tāu         | calor               | tāu     | garmā            |

## Comparació entre el laki i altre varietats del kurd
| Feyli              | Kelhuri          | Sorani              | Kurmanji         | Laki                   | Hawrami     | Català                      |
| ------------------ | ---------------- | ------------------- | ---------------- | ---------------------- | ----------- | --------------------------- |
| wehar              | wehar            | behar, wehar        | behar, bihar     | wehar, vihar           | wehar       | primavera                   |
| tawsan             | tawsan           | hawîn, tawsan       | havîn            | tawsan                 | hamîn       | estiu                       |
| payîz              | payîz            | payîz               | pahîz, payîz     | payîz                  | payîz       | tardor                      |
| waran              | waran            | baran, werişt       | baran            | varan, waran, veşt     | waran, weşt | pluja                       |
| çaw                | çaw              | çaw                 | çav              | çem                    | çem         | ull                         |
| dut                | dut              | kiç                 | keç, dot         | dit, afiret            | kinaçê      | noia                        |
| kurr               | kurr             | kurr                | kurr             | kurr                   | kurr        | noi                         |
| gurdalle           | gurdalle         | gurçîle             | gurçik           | gurdalle               | wellk       | ronyó                       |
| rêwêar             | rêwêar           | rêbwar              | rêbwar, rêwî     | rêvêar                 | rawyar      | caminant                    |
| minall             | minall           | minall, mindall     | zarok            | ayîl                   | zarolle     | nen                         |
| xwem               | xwem             | xom                 | ez bi xwe        | wijim                  | wêm         | jo mateix                   |
| minîş              | minîş            | minîş               | ez jî / min jî   | minîş                  | minîç       | jo també                    |
| keftin             | keftin           | kewtin              | ketin            | ketin                  | kewtey      | caure                       |
| xistin             | xistin           | hawêştin            | avêtin           | aîtin, aîştin          | -           | llançar                     |
| (mi) hatim         | (mi) hatim       | (min) hatim         | ez hatim         | (mi) hetim             | -           | jo venia                    |
| (mi) xwem/xwerim   | (mi) xwem/dixwim | (min) exwem/dexom   | ez dixwim        | (mi) merim/mexwim      | min meweru  | jo menjo                    |
| (mi) nan xwardim   | (mi) nan xwardim | (min) nanim xward   | min nan xuard    | (mi) nanim hward       | -           | jo em vaig menjar el menjar |
| (mi) nan xwem      | (mi) nan xwem    | (min) nan dexwim    | ez nanê di xwum  | (mi) nane merim/mexwim | -           | jo estic menjant el menjar  |
| (mi) nan xwardisim | (mi) na xwardêam | (min) nanim dexward | min nan di xuard | (mi) nanme mehward     | -           | jo estava menjant el menjar |
| (mi) hatime        | (mi) hatime      | (min) hatûme        | ez hatime        | (mi) hetime            | -           | jo he vingut                |
| (mi) hatoîm        | (mi) hatoîm      | (min) hatibûm       | ez hatibûm       | (mi) hetoîm            | -           | jo havia vingut             |

## Colors en laki
| Laki          | Zaza             | Kurmanji | Sorani    | Català  |
| ------------- | ---------------- | -------- | --------- | ------- |
| ispê, çermê   | sipî             | sipî     | spî       | blanc   |
| reş, sê       | sîya             | reş      | reş       | negre   |
| kaû           | kiho, kewe       | şîn      | şîn, kewe | blau    |
| sor           | sûr              | sor      | sûr       | vermell |
| suz           | sewz, kesk, kewe | kesk     | sewz      | verd    |
| hoîl, qehveyî | qehweyî          | qehweyî  | qaweyî    | marró   |
| xakî-bur      | gewr, bor        | gewr     | bor       | gric    |
| zerd          | zerd             | zer      | zerd      | groc    |

## Calendari en laki
| Mangê lekî       |
| ---------------- |
| pence            |
| mêrêan           |
| gakûr            |
| agranî           |
| mirdar           |
| male jêr         |
| male jêr domaêne |
| tül tekin        |
| mange sêe        |
| niwrûj           |
| xake lêe         |
| mang êd          |